# Mats Wahlstrom
Mats Wahlstrom (auch Wahlström oder Wahlstroem; * 18. November 1963 in Stockholm) ist ein schwedischer Unternehmer und Gründer der Puro Group, des Purobeach und des Purohotels.

## Werdegang
Mats Wahlstrom besuchte die Highschool in Stockholm und Albuquerque. Von 1983 bis 1987 studierte er an der Gothenburg School of Business, Economics and Law und schloss mit dem Bachelor of Economics ab. Danach war er im internationalen Verkauf im Hauptsitz von Itochu & Co. Ltd. tätig. 1990 gründete er Mercantile Spareparts Ltd. in Zug in der Schweiz, die Stahlfelgen für den globalen Automobil-Zubehörmarkt vertreibt. Ende der 1990er Jahre baute er die Wahlstrom Fastigheter AB auf, die Büro- und Warenhäuser in und um Stockholm erwirbt.
Das erste Puro Lifestyle Hotel eröffnete Mats Wahlstrom 2004 in Palma – und legte damit den Grundstein für eine erfolgreiche Entwicklung. Die angeschlossene Opio Bar & Restaurant gilt nicht nur in Palma als Institution, sondern genießt in Europa Kultstatus. Den Aufstieg der Puro Gruppe zu einer international bekannten Lifestylemarke markierte die Eröffnung des Purobeach Club im Jahr 2005. Eine lässige Poolatmosphäre in Verbindung mit stylishem Design und ausgewählter Musik setzte ebenso Standards wie balinesische Sonnenbetten, das private Puro-Spa, der Puro Shop und das dazugehörige Restaurant.
Purobeach gründete weitere Clubs in Marbella (2005) und im portugiesischen Vilamoura (2009). Neue Dependancen öffneten 2011 in Montenegro und im Folgejahr am Schwarzen Meer.
Purobeach Toscana startete als Joint Venture mit Fernando Feragamo’s Marina di Scarlino im Jahr 2013. Im Fünfsternehotel Conrad der Hilton Gruppe findet sich Purobeach Dubai. Die jüngste Niederlassung ist seit 2015 in den Vereinigten Arabischen Emiraten beheimatet.
2009 rief Mats Wahlstrom Purobeach Music zusammen mit Seamless Recordings ins Leben.
Darüber hinaus wirkt er in Magazinen und an Buchprojekten in Skandinavien und Europa mit. Hinzu kommen Erschließungs- und Businessprojekte in Südamerika, Afrika und Europa.

## Privates
Mats Wahlstrom lebt in Verbier in der Schweiz und hat weitere Wohnsitze in Palma, Stockholm und in Costa Rica.
Sein Sohn Agaton Ted Jensen wurde im Jahr 2000 geboren.
Von 2008 bis 2016 war Mats Wahlstrom mit der deutschen Schauspielerin Ursula Karven liiert.

## Zukünftige Projekte
Nach langen Jahren des Reisens und der Erfahrung als Lifestyle-Hotelier plant Mats Wahlstrom die Entwicklung der neuen Lifestylemarke Spirit of the Nomad. Außerdem wird er sich weiterhin in den Bereichen Lifestyle-Produkte, Immobilien und Hotelprojekte betätigen.